# یواس‌اس استراس (دی‌یی-۴۰۸)
یواس‌اس استراس (دی‌یی-۴۰۸) (به انگلیسی: USS Straus (DE-408)) یک کشتی بود که طول آن ۳۰۶ فوت (۹۳ متر) بود. این کشتی در سال ۱۹۴۳ ساخته شد.